# Georgius van Pisidië
Georgius van Pisidië (Grieks: Γεώργιος Πισίδης, Geórgios Pisídis) (ca.580-ca.641) is een Griekse dichter en tijdgenoot van de Byzantijnse keizer Herakleios (610-641).
Hij is geboren in Pisidië. Hij was diaken van de kerk van Constantinopel, en oefende in de basiliek Sint-Sophia de functies van referendarius, sacristein (skeuophulax) en archivaris (chartophulax) uit. Er zijn acht werken van hem bewaard, die ongeveer vijfduizend verzen vertegenwoordigen en een prozatekst. Zijn onderwerpen zijn voornamelijk verslagen van de oorlogen van Herakleios en werken over het christelijk geloof. Georgius van Pisidië is een zeer belangrijke bron voor het reconstrueren van de geschiedenis van zijn tijd. Ook was hij een officiële dichter en hoveling, in dienst van keizer Herakleios en patriarch Sergius I van Constantinopel.
Tegenwoordig worden zijn werken als retorisch en koud bestempeld, zonder veel poëtische gevoeligheid, maar tijdens het hele Byzantijnse tijdperk was hij zeer beroemd en werd hij enorm bewonderd. Michaël Psellus vergeleek hem met Euripides (een vergelijking die blijkbaar gerechtvaardigd is door het gebruik van dezelfde dichtvorm, de jambische trimeter). Hij is de laatste Griekse dichter die we kennen uit de late oudheid, buiten enkele religieuze hymnografen. Na hem ondergaat de profane Griekse literatuur een verarming.
We associëren Georgius van Pisidië vaak met de poëtische school van Nonnus van Panopolis. Dit geldt in het bijzonder voor de dichtvorm. Hoewel de oude Griekse poëzie alleen rekening hield met de hoeveelheid lettergrepen (lang of kort), gaven de dichters van Nonnos steeds meer belang aan de accentuering van woorden (aan de caesura en aan het einde van het vers), het is dus een gemengde, metrisch-ritmische dichtvorm. In feite verdwijnt het karakter van oude verzen min of meer. We kunnen zeggen dat Georgius van Pisidië componeerde in "jambische trimeter" (wat in de oudheid een vers was van het dramatische genre), of een vers van twaalf lettergrepen gedeeld in twee.

## Werken
Voor een nauwkeuriger bestudering van zijn werken verwijzen we naar de Clavis Patrum Græcorum 7827-7839. Hier zijn de titels van zijn werken in de Latijnse vertaling :
- 1. De expeditione Heraclii imperatoris contra Persas libri tres (verslag van Herakleios' veldtocht van 622 tegen de Perzen waarvan de dichter zeker een ooggetuige was)
- 2. Bellum Avaricum (verslag van het beleg van Constantinopel (626) door de Avaren)
- 3. Heraclias of De extremo Chosroae Persarum regis excidio (verheerlijking van de verwezenlijkingen van keizer Herakleios)
- 4. In sanctam Jesu Christi Dei nostri resurrectionem (vermaning aan Flavius Constantijn, zoon en erfgenaam van Herakleios, om in de voetsporen van zijn vader te treden)
- 5. Hexaemeron of Opus sex dierum seu Mundi opificium (de langste van de acht gedichten, commentaar in dichtvorm over het eerste hoofdstuk van Genesis, opgedragen aan de patriarch Sergius I)
- 6. De Vanitate vitae (Over de ijdelheid van het leven.)
- 7. Contra impium Severum Antiochiae (tegen Severus van Antiochië en zijn monofysitisme)
- 8. In templum Deiparae Constantinopoli in Blachernissitum (beschrijving van de kerk OLV van Blachernae)
- 9. Encomium in sanctum Anastasium martyrem (ode in proza aan de Heilige Anastasius van Perzië, soldaat in het leger van koning Khusro II, die zich bekeerde tot het christendom en stierf op 22 januari 628 als martelaar)

Theophanes de Belijder, Suda en Isaac Tzetzes dichten hem nog andere werken toe, die helaas verloren zijn gegaan.
- Bibsys: 95002713
- Biblioteca Nacional de España: XX1244516
- Bibliothèque nationale de France: cb121278227 (data)
- CiNii: DA04534357
- Gemeinsame Normdatei: 11863920X
- International Standard Name Identifier: 0000 0000 7154 3994
- Library of Congress Control Number: n80135304
- Nationale bibliotheek van Australië: 35503645
- Nationale Bibliotheek van Israël: 987007261637005171
- Nederlandse Thesaurus van Auteursnamen: 072153466
- Réseau des bibliothèques de Suisse occidentale: 02-A000071095
- Istituto Centrale per il Catalogo Unico: PUVV179886
- LIBRIS: 55630
- Système universitaire de documentation: 029712912
- Trove: 976924
- Virtual International Authority File: 299733152